# دوايت فوستر (محامي)
دوايت فوستر (بالإنجليزية: Dwight Foster)‏ هو قاضي ومحامي أمريكي، ولد في 13 ديسمبر 1828 في ورسستر في الولايات المتحدة، وتوفي في 18 أبريل 1884 في بوسطن في الولايات المتحدة.